# Auswahlregel
Als Auswahlregel bezeichnet man in der Quantenmechanik eine Regel, die darüber Auskunft gibt, ob ein Übergang zwischen zwei Zuständen eines gegebenen Systems (beispielsweise Atomhülle, Atomkern oder Schwingungszustand) durch Emission oder Absorption von elektromagnetischer Strahlung möglich ist. Wenn von „verbotenen“ Übergängen gesprochen wird, sind diese Verbote häufig durch verschiedene Effekte „aufgeweicht“ und die jeweiligen Übergänge können trotzdem beobachtet werden; die Übergangswahrscheinlichkeit ist jedoch meist sehr klein. Die Regeln können, bei vorgegebener Multipolordnung, über die Berechnung der Übergangsmatrixelemente gemäß Fermis Goldener Regel theoretisch begründet werden.

## Auswahlregeln für elektrische Dipolstrahlung
Elektronische Übergänge in den Orbitalen geschehen vornehmlich durch elektrische Dipolstrahlung. Für Einelektronenübergänge gelten, bei Vernachlässigung des Elektronenspins, folgende Auswahlregeln:
{\displaystyle \,\Delta l=\pm 1}
{\displaystyle \,\Delta m_{l}=0,^{~}\pm 1}
Dabei bezeichnet {\displaystyle l} die Bahndrehimpulsquantenzahl, {\displaystyle m_{l}} die magnetische Bahndrehimpulsquantenzahl des Systems. Die erste Auswahlregel {\displaystyle \,\Delta l=\pm 1} lässt sich dadurch verstehen, dass durch die Emission, bzw. Absorption eines Photons beispielsweise von einer Atomhülle immer auch ein Drehimpuls übertragen werden muss, da das Photon als Boson selbst einen Spin {\displaystyle s=1} besitzt und Drehimpulserhaltung gelten muss. Hierbei muss jedoch beachtet werden, dass ein direkter Übertrag eines Bahndrehimpulses vom Photon auf das Elektron aufgrund der unterschiedlichen Größenordnungen von Wellenlängen im optischen Bereich {\displaystyle \lambda _{\text{optisch}}\approx 10^{-7}-10^{-6}\,\mathrm {m} } im Vergleich zu atomaren oder molekularen Radien {\displaystyle r_{\text{atomar}}\approx 10^{-10}\,\mathrm {m} } ziemlich unwahrscheinlich ist. Bei elektrischen Dipolübergängen findet die Absorption bzw. Emission eines Photons ohne Bahndrehimpulsübertragung statt.

## Auswahlregeln für beliebige Multipolstrahlung
Für beliebige Multipolübergänge (im Folgenden Ek beziehungsweise Mk für elektrische beziehungsweise magnetische {\displaystyle 2^{k}}-Strahlung, also z. B. E1 für elektrische Dipolstrahlung, E2 für elektrische Quadrupolstrahlung, M3 für magnetische Oktupolstrahlung usw.) gelten die folgenden Auswahlregeln:
{\displaystyle |I_{i}-I_{f}|\leq k\leq I_{i}+I_{f}}
{\displaystyle P_{i}\cdot P_{f}=(-1)^{k}} für Ek,
{\displaystyle P_{i}\cdot P_{f}=(-1)^{k+1}} für Mk.
{\displaystyle I_{i}} und {\displaystyle I_{f}} bezeichnen dabei den Gesamtdrehimpuls der beteiligten Zustände des Systems und {\displaystyle P_{i}} beziehungsweise {\displaystyle P_{f}} die Parität des Ausgangs- beziehungsweise Endzustandes. k bezeichnet den (ganzzahligen) Drehimpuls des Strahlungsfeldes.

## Grundlage
Die Auswahlregeln, nach denen ein Übergang {\displaystyle |\Psi _{i}\rangle \to |\Psi _{f}\rangle } als erlaubt oder verboten charakterisiert wird, werden aus den Übergangsmatrixelementen
{\displaystyle M_{if}=\langle \Psi _{f}|\mu |\Psi _{i}\rangle }
hergeleitet. Dabei ist {\displaystyle \mu } der Übergangsmoment-Operator,  {\displaystyle |\Psi _{i}\rangle } der Ausgangszustand und  {\displaystyle |\Psi _{f}\rangle } der Endzustand.
Ein Übergang ist verboten, wenn das Übergangsmatrixelement verschwindet, sonst ist er erlaubt. Der genaue Wert ist häufig uninteressant, da die Auswahlregeln durch Betrachtung höherer Ordnungen des Übergangsoperators abgeschwächt werden.
Das Übergangsmatrixelement kann für idealisierte Modelle wie den harmonischen Oszillator, den starren Rotator sowie das Wasserstoffatom durch einfache Symmetriebetrachtungen gelöst werden.
Für ein Einelektronensystem z. B. ist das Übergangsmatrixelement gegeben durch das Integral über die Ortswellenfunktionen des Elektrons nach dem Übergang {\displaystyle \Psi _{f}^{*}({\vec {r}})}, dem Übergangsmomentoperators {\displaystyle \mu } und der Ausgangsortswellenfunktion {\displaystyle \Psi _{i}({\vec {r}})} des Elektrons
{\displaystyle M_{if}=\int _{\mathbb {R} ^{3}}\Psi _{f}^{*}({\vec {r}})\mu \Psi _{i}({\vec {r}})\,d^{3}r}
Das Produkt {\displaystyle m_{if}({\vec {r}})=\Psi _{f}^{*}({\vec {r}})\mu \Psi _{i}({\vec {r}})} muss gerade Symmetrie {\displaystyle m_{if}(-{\vec {r}})=m_{if}({\vec {r}})} aufweisen, denn bei ungerader Symmetrie {\displaystyle m_{if}(-{\vec {r}})=-m_{if}({\vec {r}})} verschwindet das Integral und der Übergang ist nicht erlaubt. Die Symmetrie von {\displaystyle m_{if}} ist das direkte Produkt der Symmetrien der drei Komponenten (siehe auch: Charaktertafel).
| Übergang                      | µ transformiert wie    | Bemerkung                        |
| ----------------------------- | ---------------------- | -------------------------------- |
| elektrischer Dipol            | x, y, z                | optische Spektren                |
| elektrischer Quadrupol        | x2, y2, z2, xy, xz, yz | Zwangsbedingung x2 + y2 + z2 = 0 |
| elektrische Polarisierbarkeit | x2, y2, z2, xy, xz, yz | Raman-Spektren                   |
| magnetischer Dipol            | Rx, Ry, Rz             | optische Spektren (schwach)      |

Rx, Ry bzw. Rz bedeuten Rotationen um die x-, y- bzw. z-Richtung.

## Übersicht
Im Folgenden werden für wasserstoffähnliche Atome die Auswahlregeln für die niedrigsten Ordnungen der Multipolstrahlung angegeben. Dabei ist
- {\displaystyle J} die Gesamtdrehimpulsquantenzahl,
- {\displaystyle L} die Gesamtbahndrehimpulsquantenzahl,
- {\displaystyle S} die Gesamtspinquantenzahl und
- {\displaystyle M_{J}} die gesamtmagnetische Quantenzahl,
- {\displaystyle l} die Bahndrehimpulsquantenzahl.

|     | Elektrischer Dipol (E1)                                                                                                  | Magnetischer Dipol (M1)                                                                                                | Elektrischer Quadrupol (E2) | Magnetischer Quadrupol (M2) | Elektrischer Oktupol (E3) | Magnetischer Oktupol (M3) |
| (1) | {\displaystyle {\begin{matrix}\Delta J=0,\pm 1\\(J=0\not \leftrightarrow 0)\end{matrix}}}                                | {\displaystyle {\begin{matrix}\Delta J=0,\pm 1\\(J=0\not \leftrightarrow 0)\end{matrix}}}                              | {\displaystyle {\begin{matrix}\Delta J=0,\pm 1,\pm 2\\(J=0\not \leftrightarrow 0,0\not \leftrightarrow 1;\ {\begin{matrix}{1 \over 2}\end{matrix}}\not \leftrightarrow {\begin{matrix}{1 \over 2}\end{matrix}})\end{matrix}}} | {\displaystyle {\begin{matrix}\Delta J=0,\pm 1,\pm 2\\(J=0\not \leftrightarrow 0,0\not \leftrightarrow 1;\ {\begin{matrix}{1 \over 2}\end{matrix}}\not \leftrightarrow {\begin{matrix}{1 \over 2}\end{matrix}})\end{matrix}}} | {\displaystyle {\begin{matrix}\Delta J=0,\pm 1,\pm 2,\pm 3\\(J=0\not \leftrightarrow 0,0\not \leftrightarrow 1,0\not \leftrightarrow 2;\\{\begin{matrix}{1 \over 2}\end{matrix}}\not \leftrightarrow {\begin{matrix}{1 \over 2}\end{matrix}},{\begin{matrix}{1 \over 2}\end{matrix}}\not \leftrightarrow {\begin{matrix}{3 \over 2}\end{matrix}};\ 1\not \leftrightarrow 1)\end{matrix}}} | {\displaystyle {\begin{matrix}\Delta J=0,\pm 1,\pm 2,\pm 3\\(J=0\not \leftrightarrow 0,0\not \leftrightarrow 1,0\not \leftrightarrow 2;\\{\begin{matrix}{1 \over 2}\end{matrix}}\not \leftrightarrow {\begin{matrix}{1 \over 2}\end{matrix}},{\begin{matrix}{1 \over 2}\end{matrix}}\not \leftrightarrow {\begin{matrix}{3 \over 2}\end{matrix}};\ 1\not \leftrightarrow 1)\end{matrix}}} |
| (2) | {\displaystyle {\begin{matrix}\Delta M_{J}=0,\pm 1\\(M=0\not \leftrightarrow 0,{\text{wenn }}\Delta J=0)\end{matrix}}}   | {\displaystyle {\begin{matrix}\Delta M_{J}=0,\pm 1\\(M=0\not \leftrightarrow 0,{\text{wenn }}\Delta J=0)\end{matrix}}} | {\displaystyle \Delta M_{J}=0,\pm 1,\pm 2} | {\displaystyle \Delta M_{J}=0,\pm 1,\pm 2} | {\displaystyle \Delta M_{J}=0,\pm 1,\pm 2,\pm 3} | {\displaystyle \Delta M_{J}=0,\pm 1,\pm 2,\pm 3} |
| (3) | {\displaystyle \pi _{\mathrm {f} }=-\pi _{\mathrm {i} }\,}                                                               | {\displaystyle \pi _{\mathrm {f} }=\pi _{\mathrm {i} }\,}                                                              | {\displaystyle \pi _{\mathrm {f} }=\pi _{\mathrm {i} }\,} | {\displaystyle \pi _{\mathrm {f} }=-\pi _{\mathrm {i} }\,} | {\displaystyle \pi _{\mathrm {f} }=-\pi _{\mathrm {i} }\,} | {\displaystyle \pi _{\mathrm {f} }=\pi _{\mathrm {i} }\,} |
| (4) | {\displaystyle \Delta l=\pm 1},{\displaystyle \Delta n} beliebig                                                         | {\displaystyle \Delta l=0,\,\Delta n=0}                                                                                | {\displaystyle \Delta l=0,\pm 2},{\displaystyle \Delta n} beliebig | {\displaystyle \Delta l=\pm 1},{\displaystyle \Delta n} beliebig | {\displaystyle \Delta l=\pm 1,\pm 3},{\displaystyle \Delta n} beliebig | {\displaystyle \Delta l=0,\pm 2},{\displaystyle \Delta n} beliebig |
| (5) | Wenn {\displaystyle \Delta S=0}{\displaystyle {\begin{matrix}\Delta L=0,\pm 1\\(L=0\not \leftrightarrow 0)\end{matrix}}} | Wenn {\displaystyle \Delta S=0}{\displaystyle \Delta L=0\,}                                                            | Wenn {\displaystyle \Delta S=0}{\displaystyle {\begin{matrix}\Delta L=0,\pm 1,\pm 2\\(L=0\not \leftrightarrow 0,1)\end{matrix}}}                                                                                              | Wenn {\displaystyle \Delta S=0}{\displaystyle {\begin{matrix}\Delta L=0,\pm 1,\pm 2\\(L=0\not \leftrightarrow 0,1)\end{matrix}}}                                                                                              | Wenn {\displaystyle \Delta S=0}{\displaystyle {\begin{matrix}\Delta L=0,\pm 1,\pm 2,\pm 3\\(L=0\not \leftrightarrow 0,1,2;\ 1\not \leftrightarrow 1)\end{matrix}}} | Wenn {\displaystyle \Delta S=0}{\displaystyle {\begin{matrix}\Delta L=0,\pm 1,\pm 2,\pm 3\\(L=0\not \leftrightarrow 0,1,2;\ 1\not \leftrightarrow 1)\end{matrix}}} |
| (6) | Wenn {\displaystyle \Delta S=\pm 1}{\displaystyle \Delta L=0,\pm 1,\pm 2\,}                                              | Wenn {\displaystyle \Delta S=\pm 1}{\displaystyle \Delta L=0,\pm 1,\pm 2\,}                                            | Wenn {\displaystyle \Delta S=\pm 1}{\displaystyle {\begin{matrix}\Delta L=0,\pm 1,\\\pm 2,\pm 3\\(L=0\not \leftrightarrow 0)\end{matrix}}}                                                                                    | Wenn {\displaystyle \Delta S=\pm 1}{\displaystyle {\begin{matrix}\Delta L=0,\pm 1\\(L=0\not \leftrightarrow 0)\end{matrix}}}                                                                                                  | Wenn {\displaystyle \Delta S=\pm 1}{\displaystyle {\begin{matrix}\Delta L=0,\pm 1,\\\pm 2,\pm 3,\pm 4\\(L=0\not \leftrightarrow 0,1)\end{matrix}}} | Wenn {\displaystyle \Delta S=\pm 1}{\displaystyle {\begin{matrix}\Delta L=0,\pm 1,\\\pm 2\\(L=0\not \leftrightarrow 0)\end{matrix}}} |

Zu (2): Die Größe {\displaystyle \Delta M} gibt Auskunft über die Polarisation der EM-Strahlung. {\displaystyle \Delta M=0} bedeutet linear polarisiertes Licht, {\displaystyle \Delta M=\pm 1} bedeutet zirkular polarisiertes Licht.
Bei (3) wird die Parität betrachtet, also das Verhalten der Wellenfunktion bei räumlichen Spiegelungen {\displaystyle P\psi ({\vec {r}})\equiv \psi (-{\vec {r}})=\pm \psi ({\vec {r}})}.
Bei Einelektronensystemen gilt (4) ohne Ausnahme. Für Mehrelektronensysteme betrachte (5) bzw. (6).
Für nur leichte Atome gilt (5) streng; {\displaystyle \Delta S=0} bedeutet, dass Übergänge vom Singulett ins Triplettsystem nicht erlaubt sind, da die Spin-Bahn-Kopplung klein ist (nur dann kann man die Wellenfunktion als Produkt aus Orts- und Spinfunktion schreiben).
Für schwere Atome mit großer Spin-Bahn-Kopplung gibt es Interkombination (6), d. h. Übergänge zwischen verschiedenen Multiplettsystemen. Die Übergangswahrscheinlichkeit ist jedoch wesentlich geringer als bei (5).

## Quantenmechanische Betrachtung

### Analyse des Hamiltonoperators
Für ein Teilchen mit der Ladung {\displaystyle q} im elektromagnetischen Feld ist der Hamiltonoperator (SI-Einheiten) gegeben durch:
{\displaystyle H={\frac {1}{2m}}\left({\vec {p}}-q{\vec {A}}\right)^{2}+q\Phi ({\vec {r}})=\left({\frac {{\vec {p}}^{\,2}}{2m}}-{\frac {q}{2m}}{\vec {p}}\cdot {\vec {A}}-{\frac {q}{2m}}{\vec {A}}\cdot {\vec {p}}+{\frac {q^{2}}{2m}}{\vec {A}}^{2}\right)+q\Phi ({\vec {r}})},
wobei {\displaystyle m} die Masse des Teilchens, {\displaystyle {\vec {p}}} der Impulsoperator, {\displaystyle {\vec {A}}} der Vektorpotentialoperator, {\displaystyle \Phi ({\vec {r}})} das elektrostatische Potential sind.
Mit der Vertauschungsrelation von {\displaystyle {\vec {p}}} und {\displaystyle {\vec {A}}} :
{\displaystyle \sum _{i=1}^{3}[p_{i},A_{i}]={\frac {\hbar }{i}}\sum _{i}{\frac {\partial A_{i}}{\partial q_{i}}}={\frac {\hbar }{i}}\nabla \cdot {\vec {A}}},
und der Coulomb-Eichung:
{\displaystyle \nabla \cdot {\vec {A}}=0} ,
gilt:
{\displaystyle {\vec {p}}\cdot {\vec {A}}={\vec {A}}\cdot {\vec {p}}}.
Außerdem soll das Feld nicht extrem stark sein, sodass {\displaystyle {\vec {A}}\cdot {\vec {p}}\gg {\frac {e}{c}}{\vec {A}}^{2}} gilt und der quadratische Term in {\displaystyle {\vec {A}}} vernachlässigt werden kann.
Somit ist der genäherte Hamiltonoperator gleich
{\displaystyle H={\frac {{\vec {p}}^{\,2}}{2m}}-{\frac {q}{m}}{\vec {A}}\cdot {\vec {p}}+q\Phi ({\vec {r}})},
wobei {\displaystyle {\frac {q}{m}}{\vec {A}}\cdot {\vec {p}}} einer zeitabhängigen periodischen Störung entspricht, die Übergänge der elektronischen Zustände des Atoms bzw. Moleküls induzieren kann.

### Vektorpotential des elektromagnetischen Feldes

#### Klassisch
Das eingestrahlte Feld sei nun eine ebene Welle, z. B. klassisch
{\displaystyle {\vec {A}}({\vec {r}},t)=2A_{0}{\hat {\epsilon }}\cos({\vec {k}}\cdot {\vec {r}}-\omega t)=A_{0}{\hat {\epsilon }}\left(e^{i({\vec {k}}\cdot {\vec {r}}-\omega t)}+e^{-i({\vec {k}}\cdot {\vec {r}}-\omega t)}\right)}
Der Einheitsvektor {\displaystyle {\hat {\epsilon }}} gibt die Richtung des Vektorpotentials, also somit die Polarisation, an. {\displaystyle \omega } ist die Kreisfrequenz und {\displaystyle {\vec {k}}} der Wellenvektor der elektromagnetischen Strahlung. Diese Betrachtung würde für stimulierte Emission und Absorption ausreichen.

#### Quantenmechanisch
Um den Effekt der spontanen Emission erklären zu können, muss man das EM-Feld allerdings quantisiert betrachten. Die obige Störung führt zur Emission oder Absorption von Photonen der Energie {\displaystyle \hbar \omega }; d. h. dem EM-Feld werden Energienquanten der Größe {\displaystyle \hbar \omega } hinzugefügt oder abgezogen.
Nun postulieren wir, dass das Vakuum eine unendliche Zahl harmonischer Oszillatoren enthält, nämlich für jede beliebige Wellenzahl (bzw. Frequenz) einen, da genau der harmonische Oszillator äquidistante Energiesprünge besitzt ({\displaystyle E_{n}=\hbar \omega (n+1/2)} und {\displaystyle \Delta E=\hbar \omega } zwischen zwei benachbarten Energieniveaus). Die Zahl {\displaystyle N} der Photonen in einem Volumen {\displaystyle V} entspricht nun der Quantenzahl {\displaystyle n} des harmonischen Oszillators.
In der quantisierten Form ist {\displaystyle {\vec {A}}} ein Operator der Anteile der bosonischen Erzeugungs- und Vernichtungsoperatoren hat.
{\displaystyle {\vec {A}}({\vec {r}},t)=A_{0}{\hat {\epsilon }}\left({\sqrt {N}}e^{i({\vec {k}}\cdot {\vec {r}}-\omega t)}+{\sqrt {N+1}}e^{-i({\vec {k}}\cdot {\vec {r}}-\omega t)}\right)\quad {\text{mit}}\quad A_{0}={\sqrt {\frac {2\pi c^{2}\hbar }{\omega V}}}}
Der erste Term beschreibt die Absorption eines Photons durch das Atom (dem EM-Feld wird also ein Photon und die Energie {\displaystyle \hbar \omega } entzogen – Vernichtung) und der zweite Term beschreibt die Emission eines Photons durch das Atom (dem EM-Feld wird ein Photon und die Energie {\displaystyle \hbar \omega } hinzugefügt – Erzeugung).
Im quantisierten Fall ist die Energie der Oszillatoren niemals Null (minimal {\displaystyle E_{0}=\hbar \omega /2} für {\displaystyle N=0}) und somit ist auch das Störfeld niemals Null – es kann also spontane Emission stattfinden – denn es gilt für {\displaystyle N=0}:
{\displaystyle {\vec {A}}({\vec {r}},t)=A_{0}{\hat {\epsilon }}e^{-i({\vec {k}}\cdot {\vec {r}}-\omega t)}}

### Übergangsraten
Die obigen Störoperatoren sind periodisch in der Zeit wegen der Faktoren {\displaystyle e^{\pm i\omega t}}. Nach Fermis goldener Regel ist die Übergangsrate (= Übergangswahrscheinlichkeit pro Zeit) von Zustand {\displaystyle i} zum Zustand {\displaystyle f} gleich:
{\displaystyle \Gamma _{i\rightarrow f}={\frac {2\pi }{\hbar }}\,|\langle \Psi _{f}|{\frac {e}{mc}}{\vec {A}}\cdot {\vec {p}}e^{\mp i\omega t}|\Psi _{i}\rangle |^{2}\,\delta (E_{f}-E_{i}+\hbar \omega )}
Speziell für die spontane Emission erhält man:
{\displaystyle \Gamma _{i\rightarrow f}=A_{0}^{2}{\frac {2\pi }{\hbar }}{\frac {e^{2}}{m^{2}c^{2}}}\,|\langle \Psi _{f}|e^{-i{\vec {k}}\cdot {\vec {r}}}{\hat {\epsilon }}\cdot {\vec {p}}|\Psi _{i}\rangle |^{2}\,\delta (E_{f}-E_{i}+\hbar \omega )}
Die Matrixelemente {\displaystyle \langle \Psi _{f}|e^{-i{\vec {k}}\cdot {\vec {r}}}{\hat {\epsilon }}\cdot {\vec {p}}|\Psi _{i}\rangle } sind also die entscheidende Größe wie wahrscheinlich ein Übergang stattfindet.

### Dipolnäherung
Die Dipolnäherung ist eine Näherungsmethode aus der Quantenoptik.
Man kann die Exponentialfunktion in eine Reihe entwickeln:
{\displaystyle e^{-i{\vec {k}}\cdot {\vec {r}}}=1-i{\vec {k}}\cdot {\vec {r}}-{\frac {1}{2}}({\vec {k}}\cdot {\vec {r}})^{2}\mp \ldots }
Für wasserstoffähnliche Atome lassen sich Wellenzahl und Radius größenordnungsmäßig wie folgt abschätzen – für {\displaystyle E} setze die Grundzustandsenergie ein, für {\displaystyle r} den Bohrschen Radius; {\displaystyle \alpha } ist die Feinstrukturkonstante:
{\displaystyle |{\vec {k}}|={\frac {E}{\hbar c}}\approx {\frac {mc\alpha Z^{2}}{2\hbar }}\ ,\quad |{\vec {r}}|\lessapprox {\frac {\hbar }{mc\alpha Z}}\quad \Rightarrow {\vec {k}}\cdot {\vec {r}}\leq |{\vec {k}}||{\vec {r}}|\lessapprox {\frac {\alpha Z}{2}}={\frac {Z}{274}}}
Für {\displaystyle Z\ll 274} kann man die Reihe nach dem ersten Glied abbrechen:
{\displaystyle e^{-i{\vec {k}}\cdot {\vec {r}}}\approx 1}
Auf Atomkern und Elektronen wirkt also näherungsweise das gleiche Potential. Dies ist die elektrische Dipolnäherung. Sie ist dann gerechtfertigt, wenn die Variation des Potentials auf Größenordnungen des Atoms vernachlässigt werden kann. Anschaulich bedeutet dies, dass die Wellenlänge der Strahlung deutlich größer sein muss als die Ausmaße des Atoms.
Der ungestörte Hamiltonoperator (ohne Spin-Bahn-Kopplung) hat die Form {\displaystyle H={\frac {{\vec {p}}^{2}}{2m}}+V({\vec {r}})}; es gelten die Kommutatoren: {\displaystyle [V,{\vec {r}}]=0} und {\displaystyle [H,{\vec {r}}]={\frac {\hbar }{i}}{\frac {\vec {p}}{m}}}. Somit lässt sich der Impulsoperator durch einen Kommutator ausdrücken:
{\displaystyle {\begin{aligned}\langle \Psi _{f}|{\hat {\epsilon }}\cdot {\vec {p}}|\Psi _{i}\rangle &={\hat {\epsilon }}\cdot \langle \Psi _{f}|{\vec {p}}|\Psi _{i}\rangle ={\frac {im}{\hbar }}{\hat {\epsilon }}\cdot \langle \Psi _{f}|[H,{\vec {r}}]|\Psi _{i}\rangle \\&={\frac {im(E_{f}-E_{i})}{\hbar }}{\hat {\epsilon }}\cdot \langle \Psi _{f}|{\vec {r}}|\Psi _{i}\rangle ={\frac {im(E_{f}-E_{i})}{\hbar }}\langle \Psi _{f}|{\hat {\epsilon }}\cdot {\vec {r}}|\Psi _{i}\rangle \end{aligned}}}
Der Vektor {\displaystyle {\vec {r}}} im Matrixelement erklärt die Bezeichnung elektrischer Dipol-Übergang. Das elektrische Dipolmoment {\displaystyle {\vec {p}}=\int _{V}{\vec {r}}\rho ({\vec {r}})\,d^{3}r} enthält nämlich ebenso genau die erste Potenz des Ortsvektors.
Nun müssen die Matrixelemente {\displaystyle \langle \Psi _{f}|{\hat {\epsilon }}\cdot {\vec {r}}|\Psi _{i}\rangle } analysiert werden. Deren Größe ist ein Maß für die Wahrscheinlichkeit des Übergangs {\displaystyle |\Psi _{i}\rangle \to |\Psi _{f}\rangle }. Verschwindet das Matrixelement ist (zumindest in der Dipolnäherung) der Übergang mittels Einphotonenprozess nicht möglich.
Berücksichtigt man den nächsten Term der Entwicklung, erhält man elektrische Quadrupol- und magnetische Dipolübergänge.